# 哈拉尔德·温克勒
哈拉尔德·温克勒（德語：Harald Winkler，1962年12月17日—），奥地利男子雪车运动员。他曾代表奥地利参加1988年、1992年和1994年冬季奥林匹克运动会雪车比赛，其中1992年冬季奥运会获得一枚金牌。